# Humphrey Stafford, 1. hertug af Buckingham
Humphrey Stafford, 1. hertug af Buckingham, 6. jarl af Stafford, KG (december 1402 - 10. juli 1460) af Stafford Castle i Staffordshire, var en engelsk adelsmand og en hærfører under Hundredårskrigen og Rosekrigene. Gennem sin mor nedstammede han fra kong Edvard 3., hans oldefar, og fra sin far arvede han i en tidlig alder Jarldømmet Stafford. Gennem sit ægteskab med en datter af Ralph, jarl af Westmorland, var Humphrey beslægtet med den magtfulde Neville-familie og mange af tidens førende adelsslægter. Han sluttede sig til det engelske felttog i Frankrig med kong Henry 5. i 1420, og efter Henrik 5.s død to år senere blev han rådgiver for den nye konge, den ni måneder gamle Henrik 6. Stafford fungerede som en fredsmægler under den partisanske, fraktionerede politiske scene i 1430'erne, da Humphrey, hertug af Gloucester, kæmpede med kardinal Beaufort om politisk overherredømme. Stafford deltog også i den senere arrestation af Gloucester i 1447.
Stafford vendte tilbage til det franske felttog i 1430'erne, og for sin loyalitet og mange års tjeneste blev han ophøjet fra jarl af Stafford til hertug af Buckingham. Omkring samme tid døde hans mor. Da mange af hans besiddelser, såsom hendes livgeding, tidligere havde været i hendes hænder, gik Humphrey fra at have en lav indkomst i sine unge år til at være en af de rigeste og mest magtfulde jordejere i England. Hans landbesiddelser strakte sig over store dele af landet, lige fra East Anglia til den walisiske grænse. At være en så væsentlig skikkelse i disse områder var ikke uden dens farer, og i nogen tid var han i voldsom fejde med Sir Thomas Malory i Midlands.
Efter at Stafford var kommet tilbage fra Frankrig, forblev han i England i resten af sit liv og tjente kong Henrik. Han fungerede som kongens livvagt og chefforhandler under Jack Cades oprør i 1450 og hjalp med at slå det ned. Da kongens fætter, Richard, hertug af York, gjorde oprør to år senere, undersøgte Stafford Yorks støtter. I 1453 blev kongen syg og mistede evnen til at regere. Lov og orden brød yderligere sammen, og da borgerkrigen begyndte i 1455, kæmpede Stafford for kongen i Det 1. slag ved St Albans, som begyndte Rosekrigene. Begge blev taget til fange af York-styrkerne og Stafford tilbragte det meste af sine sidste år med at forsøge at mægle mellem York- og Lancaster-fraktioner, sidstnævnte nu ledet af Henriks hustru, Margrete af Anjou. Dels på grund af en fejde med en førende York-støtte, Richard Neville, jarl af Warwick, erklærede Stafford sig til sidst på kong Henriks side, og hertugen af York blev besejret i 1459 og tvunget i eksil. Da oprørerne vendte tilbage det følgende år angreb de den kongelige hær i Northampton. Som kongens personlige livvagt i den efterfølgende kamp, blev Stafford dræbt, og kongen blev igen taget til fange. Staffords ældste søn var død af pest to år tidligere, og Hertugdømmet Buckingham gik i arv til Staffords fem år gamle barnebarn, Henry, en myndling under kongen, indtil han blev myndig i 1473.

## Baggrund og opvækst
Humphrey Stafford blev født i Stafford en dag i december 1402. Han var den eneste søn af Edmund Stafford, 5. jarl af Stafford, og Anne af Gloucester, som var datter af Edward 3's yngste søn Thomas af Woodstock. Dette gav Humphrey kongelig afstamning og betød, at han var en grandfætter til den daværende konge, Henrik 4.
Den 21. juli 1403, da Humphrey var under et år gammel, blev hans far dræbt, da han kæmpede på Henrik 4.'s side under Henry Hotspurs oprør i Slaget ved Shrewsbury. Humphrey blev 6. jarl af Stafford. Med titlen som jarl kom en stor ejendom med jord i mere end et dusin amter. Gennem sit tidligere ægteskab med Edmunds ældre bror, Thomas, havde Humphreys mor modtaget to medgifter, der hver bestod af en tredjedel af Stafford-godsene. Hun kontrollerede disse lande de næste tyve år, og Humphrey modtog en reduceret indkomst på mindre end £1.260om året, indtil han blev voksen. Da hans mor ikke ved lov kunne være hans værge, blev Humphrey en kongelig myndling og kom i stedet til at vokse under Henrik 4.'s dronning, Johanne af Navarras værgemål. Han forblev umyndig i de næste tyve år.

## Tidlige karriere
Selvom Stafford modtog en reduceret arv, som historikeren Carol Rawcliffe har sagt det, "kunne der stadig skabes formuer i de franske krige". Stafford greb til våben. Han kæmpede med Henrik 5. under 1420-felttoget i Frankrig og blev slået til ridder den 22. april det følgende år. Den 31. august 1422, under felttoget, blev Henrik 5. syg af dysenteri og døde. Stafford var til stede ved hans død og sluttede sig til følget, der vendte tilbage til England med kongens lig. Da Stafford senere blev spurgt af det kongens råd, om kongen havde efterladt nogen sidste ord om styret af Normandiet, hævdede han, at han havde været for ked af det på det tidspunkt til at kunne huske det. Stafford var stadig en mindreårig, men parlamentet tildelte ham snart liberiet tilhørende hans fars ejendom, hvorved han fik fuld kontrol. Bevillingen var baseret på Staffords påstand om, at kongen mundtligt havde lovet ham dette, inden han døde. Bevillingen krævede ikke, at han skulle betale et gebyr til statskassen, som det var normalt.
Den nye konge, Henrik 6., var stadig kun et spædbarn, så overhuset besluttede, at den døde konges brødre - Johan, hertug af Bedford og Humphrey, hertug af Gloucester, skulle spille fremtrædende roller i formynderstyret. Bedford, blev det besluttet, skulle regere som regent af Frankrig, mens Gloucester skulle være være den ledende rådgiver (dog ikke protektor) i England. Stafford blev medlem af det nye kongeråd ved dets dannelse. Det mødtes første gang i november 1422 og Stafford skulle blive en flittig deltager i de næste tre år. Gloucester gjorde gentagne gange krav på titlen som rigsforstander baseret på sit forhold til den afdøde konge. I 1424 var rivaliseringen mellem ham og hans onkel Henry Beaufort, biskop af Winchester, som de facto leder af rådet, udviklet sig til en direkte konflikt. Selvom Stafford personligt synes at have foretrukket Gloucesters interesser i sidstnævntes kamp om overherredømmet over Beaufort,  forsøgte Stafford at være en mæglende indflydelse. For eksempel hjalp ærkebiskoppen af Canterbury, den portugisiske hertug af Coimbra og Stafford i oktober 1425 med at forhandle sig frem til en afslutning på det udbrud af vold, der var brudt ud i London mellem støtter af de to rivaler. I 1428, da Gloucester igen krævede en forøgelse af sin magt, var Stafford et af rådsmedlemmerne, der personligt underskrev en stærk erklæring om, at Gloucesters stilling var blevet formuleret seks år tidligere, ikke ville blive ændret nu, og at kongen alligevel ville blive myndig inden for få år. Stafford blev også valgt af rådet til at informere Beaufort, nu en kardinal, om, at han skulle holde sig væk fra Windsor, indtil det blev besluttet, om han kunne udføre sin traditionelle pligt som prælat for Hosebåndsordenen nu, da paven havde forfremmet ham.
Stafford blev slået til ridder af Hosebåndsordenen i april 1429. Det følgende år rejste han til Frankrig med kongen for at gennemføre Henriks franske kroning og eskorterede ham gennem det krigshærgede landskab. Jarlen blev udnævnt til generalløjtnant af Normandiet,Paris' guvernør og Frankrigs konstabel i løbet af de næste to års tjeneste der. Bortset fra en situation i november 1430, da han og Thomas Beaufort, hertug af Exeter brugte den engelske hær til at støtte Filip, hertug af Burgun, var Staffords primære militære rolle på dette tidspunkt at forsvare Paris og dets omgivelser. Han deltog også i afhøringen af Jeanne d'Arc i Rouen i 1431. På et eller andet tidspunkt under denne retssag, påstod en samtidig, at Stafford forsøgte at stikke hende ned og måtte holdes fysisk tilbage.
Den 11. oktober 1431 ophøjede kongen Stafford til greve af Perche, som var en provins i Normandiet, der var besat af England. Han beholdt titlen, indtil englænderne endelig trak sig ud af Normandiet i 1450. Grevskabet blev værdsat til 800 mark om året, selvom historikeren Michael Jones har antydet, at på grund af krig, må "mængden af indtægter, der kunne udvindes... i reelle termer have været betydeligt lavere". Da Perche var en grænseregion, i en tilstand af næsten konstant konflikt, uanset hvilken indkomst den genererede ejendom, blev den straks geninvesteret i dens forsvar.
I England sluttede kongens formynderskab i 1436. Som forberedelse til sit personlige styre reorganiserede rådet Henriks Lancaster-besiddelser så de var under kontrol af lokale magnater. Dette gav Stafford ansvar for meget af det nordlige Midlands, som var det største enkelt område i hertugdømmet, der blev fordelt blandt adelen. Dette satte den kongelige slægtskab, de mænd, som var direkte underlagt kroen for at være en direkte forbindelse mellem kongen og lokale steder under hans ledelse.

### Godser
Centrummet for Staffords godser og hans ege hovedsæde var Stafford Castle. Her opretholdte han en fast bemanding på mindst fyrre personer samt en stor stald, og det var især godt placeret til at rekruttere medlemmer til hans følger i grænseområdet til Wales i Staffordshire og Cheshire.  Han havde også herregårde i Writtle og Maxstoke, som han havde købt sammen med de fleste af John, Lord Clintons godser. Writtle blev særligt foretrukket af jarlen, og de var begge nyttige, når kongens hof var i Coventry.  Ligeledes etablerede han sin base på Tonbridge Castle, når han virkede som Warden of the Cinque Ports eller på inspektion i Kent. Hans borge ved grænsen til Wales, Caus, Hay, Huntingdon og Bronllys, var i 1450'erne i de flestes tilfælde i forfald, og hans andre grænseborge, såsom Brecon og Newport, brugte han sjældent. Staffords Thornbury-gods lå praktisk godt i forhold til Bristol og var et stop på rejsen til og fra London.
Staffords mors død i 1438 forvandlede hans finanspolitiske stilling. Han modtog nu resten af sin fars godser, til en værdi af omkring 1.500 £, og hans mors halvdel af de Bohun-arven, som var yderligere 1.200 værd £. Sidstnævnte omfattede også Jarldømmet Buckingham til en værdi af 1.000 alene £. Stafford var natten over blevet en af de største jordejere i England.  "Hans landbesiddelser matchede hans titler", forklarede Albert Compton-Reves, spredte som de var over hele England, Wales og Irland, med kun kongen og Richard, hertugen af York rigere end ham. En vurdering af hans godser antyder, at hans indkomst i slutningen af 1440'erne var over 5.000 £ om året, og K.B. McFarlane anslog Staffords samlede potentielle indkomst fra sine besiddelser til at have været 6.300 £ brutto årligt, på sin højde mellem 1447 og 1448. På den anden side kan det faktiske udbytte have været lavere, omkring 3.700 £. Husleje var for eksempel ofte vanskelige at opkræve. Selv en herre med en status som Richard Neville, jarl af Warwick, skyldte Stafford mere end 100 £ i ubetalt husleje for herregården Drayton Bassett i 1458. I 1440'erne og 1450'erne adskilte Staffords walisiske godser sig særligt for både deres lejerestancer og offentlig uorden. Derudover brugte han, som de fleste at tidens adelsmænd, betydeligt flere penge end han havde, muligvis, siger Harriss, så meget som 300 £ mere om året. Hans kasserer, William Wistowe, bemærkede, ad han aflagde regnskabet for årene 1452–1453, at 730 £ var skyldt til Stafford i hans regning, hvor noget af gælden var 20 år gamle. På trods af dette, skriver Woolgar, "er der intet, der tyder på, at [Stafford] havde svært ved at skaffe penge eller varer".

### Slægtskab og lokale problemer
I slutningen af middelalderen skabte alle stormænd et slægtskab mellem sig selv og grupper af støtter, der ofte boede og rejste med dem med henblik på gensidig nytte og forsvar, og Humphrey Stafford var ingen undtagelse. Disse mænd var generelt hans ejendomsfæstere, som man kunne tilkalde, når det var nødvendigt for at rejse tropper, såvel som andre pligter, og de havde ofte status af kontrakttjenere. I slutningen af 1440'erne var der i hans umiddelbare følge mindst ti riddere og syvogtyve væbnere, hovedsageligt rekrutteret fra Cheshire. I 1450'erne, en periode, der begyndte med politisk spænding og sluttede med borgerkrig, - havde Stafford specifikt et følge af mænd "for at opholde sig ved hans side og ride" med ham. Hans slægtskab var sandsynligvis sammensat i overensstemmelse med de retningslinjer, der havde været fastlagt ved kongelig bestemmelse på det tidspunkt, der dikterede at adelen måtte ledsages af højst 240 mand, herunder "fyrre mænd, firs kvinder og en række mindre betydningsfulde individer", foreslog T.B. Pugh, selvom Stafford i fredstid ville have haft brug for langt færre. Det skyldtes helt klart det politiske klima, at dette antal steg, især efter 1457. Staffords husstand er af de fleste blevet anslået til at være omkring på omtrent 150 mennesker omkring 1450, og det er blevet anslået, at udgifterne til både hans slægtskab og husstand kostede ham over £900 om året.
Sammen med Richard Beauchamp, jarlen af Warwick, var Stafford den mægtigste stormand i Warwickshire, så da i 1437 Warwick drog på en længere rejse til Frankrig, blev Stafford centrummet for den regionale magt, der strakte sig fra Warwickshire til Derbyshire. Han var tilstrækkeligt nok involveret i det kongehoffet og regeringen til, at han ofte ikke var i stand til at tage sig af behovene i sin region  Dette gave ham lokale vanskeligheder. Den 5. maj 1430 blev en af Staffords herregårde i Leicestershire angrebet, og han stod over for problemer i Derbyshire i 1440'erne, skønt der, har Helen Castor skrevet, "gjorde [Stafford] ikke noget forsøg på at genoprette freden eller noget forsøg på at gribe ind overhovedet". Stafford havde også større godser i grænseområdet til Wales. Dette område var præget af regelmæssig lovløshed og optog især hans tid som kongens dommer.
En af de mest kendte stridigheder, som Stafford havde med sin lokale adel, var i hans hjerte af Midlands. Dette var med Sir Thomas Malory. Den 4. januar 1450 ventede Malory sammen med 26 andre bevæbnede mænd på Stafford nær Coombe Abbey-skoven, nær Staffords Newbold-ejendom, med den hensigt at angribe ham i et baghold. Stafford kæmpede imod og slog Malorys lille styrke på tres yeoman tilbage. I en anden episode stjal Malory hjorte fra jarlens park ved Caludon. Stafford arresterede Malory personligt den 25. juli 1451. Jarlen endte også i en strid med William Ferrers af Staffordshire, selvom regionen var centrum for Staffords myndighed, og hvor han måske havde forventet at være stærkest. Ferrers var for nylig blevet udnævnt til kongens dommer i amtet og forsøgte derfor at hævde politisk kontrol over amtet. Mod slutningen af årtiet var han ikke kun ude af stand til at forhindre fejder blandt de lokale stormænd, men hans eget slægtskab var i uorden. Dette kan til dels skyldes det faktum, at han på dette tidspunkt ikke tilbragte meget af sin tid i Midlands, da han foretrak at forblive tæt på London og kongen og boede enten på hans godser Tonbridge eller Writtle.

## Senere karriere
I juli 1436 vendte Stafford sammen med Gloucester, hertugen af Norfolk og jarlerne af Huntingdon, Warwick, Devon og Ormond igen tilbage til Frankrig med en hær på næsten 8.000 mand. Selvom ekspeditionens formål var at hæve hertug af Burgunds belejring af Calais, havde burgunderne allerede trukket sig tilbage, inden de var ankommet og efterladt en mængde kanoner, som englænderne kunne erobre.  Efterfølgende fredsforhandlinger i Frankrig optog Stafford i hele 1439, og i 1442 blev han udnævnt til kaptajn i Calais og Risbanke-fortet, som han var blevet bestemt til at skulle tjene som i det næste årti. Inden hans afrejse til Calais i september 1442 havde garnisonen gjort oprør og beslaglagt Merchant of the Staples uld som betaling for ubetalte lønninger. Stafford modtog et løfte fra rådet om, at hvis en sådan situation opstod igen under hans periode, ville han ikke blive holdt ansvarlig. I lyset af den hemmelighed, der tilslørede Staffords udnævnelse i 1442, antyder David Grummitt, er det muligt, at oprøret faktisk var iscenesat af hans tjenere for at sikre, at Stafford "fik indrejse [til Calais] på gunstige vilkår". Stafford selv havde understreget behovet for at genoprette orden der i sin oprindelige ansøgning til embedet. Han modtog også en anden vigtig godtgørelse, idet han fik tilladelse til at eksportere guld og juveler (op til en værdi af 5.000 £ pr. tur) til hans brug i Frankrig, selvom eksporten af guldbarrer var ulovlig på det tidspunkt. Han passede sin tjeneste som kaptajn i Calais i hele sin embedstid og forlod embedet i 1451.
Omkring 1435 blev Stafford tildelt besiddelsen Tutbury, som han holdt indtil 1443. Derefter, skriver Griffiths, fik Buckingham overført det til en af sin rådgiveres sønner. Andre embeder, som han besad på dette tidspunkt, omfattede Senesckalk af Halton fra 1439 og løjtnant af Marches fra 1442 til 1451. Stafford blev mindre aktiv i rådet omkring samme tid. Han blev Lord Warden for Cinque Ports, Constable of Dover Castle og Constable of Queenborough, på Isle of Sheppey, i 1450. Han repræsenterede igen kronen under yderligere fredsforhandlinger med franskmændene i 1445 og 1446.
Da det kom til stykket besøgte Stafford sjældent Calais. Konflikterne var fortsat med mellemrum mellem Beauforts og Gloucesters fraktioner, og Stafford, som også var blevet udnævnt til Rigskonstabel af England, var nu fast en del af Beaufort-lejren. I 1442 havde han været med i det udvalg, der havde undersøgt og dømt Gloucesters hustru, Eleanor Cobham, for hekseri, og fem år senere arresterede han hertugen i Bury St Edmunds den 18. februar 1447 for forræderi. Som mange andre havde Stafford væsentligt fordel af Gloucesters fald. Da sidstnævntes godser blev delt, gik de "største præmier"  til stormændene ved hoffet.
I september 1444 blev han som belønning for hans loyale og kontinuerlige tjeneste for kronen ophøjet til hertug af Buckingham. Dengang beskrev han allerede sig selv som "den højmægtige prins Humphrey jarl af Buckingham, Hereford, Stafford, Northampton og Perche, Lord af Brecknock og Holdernesse". Tre år senere modtog han forrang over alle engelske hertuger, der ikke var af kongeligt blod. På trods af sin indkomst og titler var han konsekvent i pengeknibe. Selvom han sjældent var i Calais, var han ansvarlig for at sikre, at garnisonen blev betalt, og det anslås, at da han trak sig tilbage og vendte tilbage fra posten i 1450, skyldtes han mere end 19.000 £ i manglende lønbetaling. Dette var så stort, at han fik skattebetalingen for uldhandelen fra havnen i Sandwich, indtil den blev afbetalt. Hans andre offentlige embeder tvang ham også til at bruge mere end sin årlige indkomst, og han havde husstandsomkostninger på over 2.000 £. Han var også en væsentlig kreditor til regeringen, som var altid manglede penge.
Da Jack Cades oprør brød ud, hidkaldte Buckingham omkring halvfjerds af sine fæstere fra Staffordshire til at ledsage ham, mens han var i London i maj 1450. Han var en af de herrer, der fik til opgave at arrestere oprørerne som en del af styres kraftige reaktion den 6. juni 1450, og han fungerede som forhandler med oprørerne i Blackheath ti dage senere. De løfter, som Buckingham havde afgivet på regeringens vegne, blev ikke holdt, og Cades hær invaderede London. Efter oprørets endelige nederlag ledte Buckingham en efterforskningskommission, der var blevet oprettet for at skabe ro i det oprørske Kent, og i november samme år red han støjende gennem London med et følge på omkring 1.500 bevæbnede mænd, med kongen og andre stormænd, i en demonstration af kongelig autoritet, der havde til formål at afskrække potentielle uroligheder i fremtiden. Efter oprøret fungerede Buckingham og hans følge ofte som kongens livvagter

## Rosekrigene
I 1451 erstattede kongens favorit, Edmund Beaufort, hertug af Somerset, hertugen af Suffolk som kongens hovedrådgiver, og Buckingham støttede Somersets styre. Samtidig forsøgte han at opretholde fred mellem Somerset og York, som nu var Somersets bitre fjende. Da York gjorde oprør i 1452 og konfronterede kongen med en stor hær i Dartford, var Buckingham igen en kompromisstemme, og da han havde bidraget betydeligt til størrelsen på kongens hær, blev hans stemme fulgt. Buckingham deltog i en fredskommission den 14. februar samme måned i Devon, hvilket forhindrede Thomas Courtenay, jarl af Devon i at slutte sig til York i Dartford. Et år senere, i august 1453, blev kong Henrik syg og gled ind i en passiv tilstand. Regeringen brød langsomt sammen. Ved jul præsenterede Buckingham personligt kongens søn, den nyfødte Edvard, prins af Wales, for kongen. Men Henrik var fortsat ude af stand til at svare. Buckingham deltog i det rådsmøde, som resulterede i arrestationen af hertugen af Somerset, som kom tid at sidde fængslet i det efterfølgende år. I februar 1454 blev Buckingham af parlamentet udnævnt til Steward of England, dog kaldte Griffiths denne stilling "stort set kun af ære". Dette parlament udnævnte også York som rigsforstanderfra 27. marts 1454. Buckingham støttede Yorks protektorat og deltog oftere i Yorks råd end de fleste af sine kolleger. Kongen blev rask igen i januar 1455, og kort efter blev Somerset løsladt fra Tower of London. En samtidig kommenterede, hvordan Buckingham "på fjendtlig vis sørgede" for at Somerset kom ud fængslet, men det er usikkert, om dette var et resultat af, at kongen beordrede hans løsladelse, eller om Somerset undslap med Buckinghams kendskab. Buckingham kan meget vel nu have forventet, at krig ville bryde ud, fordi han samme år beordrede købet af 2.000 deviser, hans personlige emblem "Stafford-knuden", selv om distributionen af liberi var strengt ulovlig.

### Slaget ved St Albans
Efter at kongen var blevet rask, blev York enten afskediget eller fratrådte sit embede som rigsforstander og trak sig sammen med sine Neville-allierede tilbage fra London til deres godser i nord. Somerset, der igen varetog regeringen, indkaldte til et stort rigsråd, som skulle mødes i Leicester den 22. maj 1455. York-fraktionen troede, at de ville blive arresteret eller få frataget deres ære, liv og gods ved dette møde. Derfor samlede de en lille styrke og marcherede sydpå. Kongen var ligeledes med en mindre styrke, der alligevel omfattede vigtige adelsmænd som Somerset, Northumberland, Clifford og Buckingham og hans søn Humphrey, jarl af Stafford, marcherede ligeledes fra Westminster mod Leicester og om morgenen af 22. maj meddelte kongelige spejdere, at York-hæren kun var et par timer væk. Buckingham opfordrede indtrængende til at fortsætte videre til St Albans, så kongen kunne spise, dog var byen ikke særlig let at forsvare. Buckingham antog også, at York ville ønske at forhandle, før han indledte et angreb på kongen, som han havde gjort i 1452. Beslutningen om at tage til byen og ikke straks indtage en forsvarsstilling kan have været en taktisk fejl. Den samtidige Short English Chronicle beskriver, hvordan Lancaster-tropperne "forskansede sig kraftigt og opstillede sig til forsvar" straks efter ankomsten.
Kongen blev indlogerede sig i byen, og York slog sammen med jarlerne af Salisbury og Warwick lejr mod syd. Forhandlingerne startede straks. York krævede, at Somerset blev overgivet i hans varetægt, og kongen erstattede Somerset som Rigskonstabel af England med Buckingham, hvilket gjorde Somerset underordnet. I den egenskab blev Buckingham kongens personlige forhandler (Armstrong antyder, fordi han var velkendt for at være i stand til at "indrømme, men ikke kapitulere") og modtog og svarede Yorks budbringere. Hans strategi var at udnytte tiden, både for at forberede byens forsvar og for vente på ankomsten af loyalistiske biskopper, som de stolede på kunne bringe kirkens moralske autoritet til at svække York-styrkernes angrebslyst. Buckingham modtog mindst tre ambassader fra York, men kongen, eller Buckingham, nægtede at give efter Yorks hovedkrav, at Somerset skulle overgives til ham. Buckingham håbede måske, at fortsatte forhandlinger ville nedbryde York-styrkernes kamplyst og forsinke længe nok til, at forstærkninger nåede at ankomme. Buckingham fremsatte det, som John Gillingham beskrev som et "lumsk fristende forslag" , at York-fraktionen overvejede kongens svar i Hatfield eller Barnet natten over. Buckinghams tillid til, hvor fornuftige Yor-fraktionen ville være, viste sig at være fejlagtig.
York-fraktionen indså, hvad Buckingham, "der svarede med undvigende med høflighed", skriver Armstrong, forsøgte at gøre, og slaget begyndte, mens forhandlingerne stadig var i gang. Richard, jarl af Warwick, lancerede et overraskelsesangreb omkring klokken ti om morgenen. Buckingham ledte kongens hær på 2.500 mand, skønt hans koordinering af byens forsvar var problematisk og gav initiativet til York-styrkerne. Selvom det forsvar, som Buckingham havde organiseret, med succes stod imod York-styrkernes første angreb, førte Warwick sin styrke gennem haver og huse for at angribe Lancaster-hæren bagfra. Slaget var hurtigt ovre og havde varet mellem en halv time og en time med kun omkring 50 døde. De omfattede magtfulde Lancaster-støtter: Somerset, jarlen af Northumberland og Lord Clifford var alle blevet dræbt. Buckingham selv blev såret tre gange i ansigtet af pile og søgte asyl i byens kloster. Hans søn ser ud til at være blevet hårdt såret. En krønike berettede, at nogle York-soldater, der havde til hensigt at plyndre, kom ind i klosteret for at dræbe Buckingham, men at hertugen blev reddet af Yorks personlige indblanding. I hvert fald, skriver Harriss, blev Buckingham sandsynligvis taget til fange sammen med kongen, skønt han stadig var i stand til at belønne halvfems medlemmer af sit følge fra Kent, Sussex og Surrey. Det vides ikke med sikkerhed, om disse mænd rent faktisk havde kæmpet med ham i St Albans, idet som K.B. McFarlane påpeger, nåede mange ikke i tide ikke frem til at kæmpe.

## De sidste år
York havde nu den politiske overhånd, gjorde sig selv til Rigskonstabel af England, holdt kongen som fange og vendte tilbage til rollen som rigsforstander, da Henrik var blevet syg igen. Buckingham svor på at "trække grænsen" med York og støttede hans andet protektorat, skønt han mistede dronning Margretes støtte som følge heraf. En samtidig skrev, at hertugen i april 1456 vendte tilbage til sin herregård i Writtle og så ikke godt ud. Buckingham spillede en vigtig rolle ved det store rådsmøde i oktober 1456 i Leicester. Her forsøgte han sammen med andre stormænd, at overtale kongen til at finde en løsning og erklærede samtidig, at enhver, der tyede til vold, ville modtage "det de fortjener", hvilket omfattede enhver, der angreb York.
I 1459 fornyede han sammen med andre stormænd sin ed om loyalitet over for kongen og prinsen af Wales. Indtil dette tidspunkt havde han været en behersket stemme inden for kongens fraktion. Men han var kommet tilbage i dronningens gunst det år, og da hun var fraktionens de facto leder, var hans tilbagevenden afgørende nok til, at det i sidste ende fremskyndede et nyt udbrud af fjendtligheder. Buckingham kan også have været delvist motiveret af økonomiske behov og være blevet opfordret af de medlemmer af hans følge holdere, der var afhængige af ham. Han havde et større følge end næsten enhver anden stormand i England, og var stadig den eneste, der kunne matche York i magt og indkomst. Dette blev demonstreret i Slaget ved Ludford Bridge i oktober 1459, hvor hans hær spillede en afgørende rolle i York-styrkernes nederlag. Efter deres nederlag flygtede York og Neville-jarlerne fra Ludlow og drog i eksil. York til Irland, og jarlerne til Calais. De blev frataget deres ære, liv og gods af parlamentet i Coventry senere samme år, og deres godser blev fordelt blandt kronens støtter. Buckingham blev belønnet af kongen med et omfattende gavebrev bestående af Sir William Oldhalls godser til en værdi af omkring 800 £ om året. Med York i eksil fik Buckingham myndighed over Yorks hustru, Cecily, hertuginde af York, som han, ifølge en krønikekskriver, behandlede strengt under hendes fangenskab. 

### Død i Northampton
Fra det øjeblik, at hertugen af York og Neville-jarlerne havde forladt England, var det indlysende for regeringen, at de ville vende tilbage. Det eneste spørgsmål var hvornår. Efter en række falske alarmer i begyndelsen af 1460 gjorde de det til sidst i juni og landede i Sandwich, Kent. De marcherede straks videre og gjorde deres indtog i London. Kongen, sammen med Buckingham og andre stormænd, var i Coventry og flyttede hoffet til Northampton efter at have hørt om jarlernes ankomst. York-hæren forlod London og marcherede mod kongen i Northampton. De blev ledsaget af den pavens legat, Francesco Coppini. Op til Slaget ved Northampton sendte jarlerne af Warwick og March udsendinge til at forhandle, men Buckingham, der endnu en gang var kongens hovedforhandler,  og bakket op af sin svigersøn, John Talbot og Lords Beaumont og Egremont, var ikke længere forligende. Buckingham nægtede York-udsendinges gentagne anmodninger om en audiens med Henrik og fordømte jarlerne: "Jarlen af Warwick vil ikke komme i kongens nærværelse, og hvis han kommer, skal han dø". Buckingham fordømte biskopperne, som også havde ledsaget York-hæren og fortalte dem, at de ikke var mænd af fred, men mænd af, og at der nu ikke kunne være nogen fred med Warwick. Personligt fjendskab lige så meget som politisk dømmekraft var ansvarlig for Buckinghams holdning, som muligvis, antyder Rawcliffe, var resultatet af Warwicks tidligere huslejeunddragelse. Buckinghams indflydelsesrige stemme var ledende blandt dem, der krævede et militært svar mod Warwick og March.  Hertugen kan også fejlagtigt have tolket York-anmodningerne om at forhandle som et tegn på svaghed, idet hans anså det kommende slag som en mulighed for at gøre regnskabet op med Warwick. Men Buckingham fejlvurderede både størrelsen af den York-hæren, som var større end kongens, og loyaliteten i Lancaster-hæren. Uanset hvilke planer Buckingham havde haft, skriver Carol Rawcliffe, sluttede de "brat" på slagmarken.
Buckinghams mænd gravede sig ned uden for Northamptons sydlige mure og befæstede sig bag en biflod til floden Nene tæt på Delapré Abbey. Slaget begyndte tidligt den 10. juli 1460. Selv om det forventedes at blive en langt affære, på grund af den kongelige stillings næsten uigennemtrængelige karakter, blev det forkortet betydeligt, da Lord Grey af Ruthin forrådte kongen. Grey "bød York-tropperne velkommen over barrikaderne" på Lancaster-hærens flanke og beordrede sine mænd til at lægge deres våben ned og give York-tropperne adgang til kongens lejr. Inden for en halv time var kampen slut. Ved 14-tiden var Buckingham, jarlen af Shrewsbury, Lord Egremont og Viscount Beaumont alle blevet dræbt af en styrke af mænd fra Kent. Hertugen blev begravet kort tid efter i Grey Friars Abbey i Northampton. 
Buckingham havde udnævnt sin hustru Anne til eksekutor alene af hans testamente. Hun blev instrueret i at give 200 mark til alle præster, der deltog i hans begravelse, mens resten blev distribueret som fattighjælp. Hun skulle også organisere etableringen af to kapeller til hans minde, og, skriver Barbara Harriss, efterlod han "overordentlig udførlige" instruktioner til udvidelse af Pleshy College.

## Efterspil
Michael Hicks har bemærket, at Buckingham var en af de få Lancaster-loyalister, der af York-fraktionen aldrig blev beskyldt for at være en "ond rådgiver", selvom han, med Hicks ord, var "substansen og måske det regerende styres våben". Selvom Buckingham ikke blev frataget sin ære, liv og gods, da hertugen af Yorks søn, jarlen af March, overtog tronen som kong Edvard 4. i 1461, blev Buckinghams barnebarn Henry en kongelig myndling, som gav kongen kontrol over Stafford-godserne, mens den unge hertug var umyndig. Henry Stafford overtog sine godser i 1473, men blev henrettet af Edvards bror Richard, på det tidspunkt Englands konge, som Henry havde gjort oprør mod i november 1483.

## Karakter
Humphrey Stafford er blevet beskrevet som noget af et brushoved i sin ungdom, og senere i livet var han en standhaftig anti-lollarder. Lustig antyder, at det sandsynligvis var i denne forbindelse, at Sir Thomas Malory forsøgte at myrde ham omkring 1450, hvis han da faktisk havde gjord det, da anklagen aldrig blev bevist. Buckingham manglede ikke de træk, der traditionelt forventes af en adelig i denne periode, især i bilæggelse af stridigheder, at ty til vold som den første snarere end den sidste udvej. For eksempel ankom han i september 1429 efter en skænderi med sin svoger jarlen af Huntingdon fuldt bevæbnet til parlamentet. På den anden side var han også en litterær patron: Lord Scrope forærede ham en kopi af Christine de Pizans L’Epistre d'Orthéa, der beviste hans stilling som en "magtfuld og potentielt magtfuld protektor", og dens dedikationsvers til Buckingham er særdeles rosende. Vedrørende Buckinghams godser, især ved den walisiske grænse, er han blevet beskrevet som en "hård og krævende godsejere" i forbindelse med den umage, han gjorde sig for at maksimere sin indkomst. Han var også kompetent i sine jordhandler og synes aldrig, - i modsætning til nogle samtidige, at have været nødt til at sælge jord for at undgå insolvens.
B.J. Harris bemærkede, at selvom han døde som en trofast Lancaster-støtte, viste han aldrig nogen personlig modvilje mod York i 1450'erne, og at hans personlige motivation i løbet af tiåret var loyalitet over for kronen og opretholdelse af freden mellem sine ligemænd. Rawcliffe har antydet, at selvom han uundgåeligt kom til at blive involveret i datidens højeste magtpolitik, manglede Buckingham "de nødvendige evner til nogensinde at kunne blive en stor statsmand eller leder... [han] var på mange måder en fantasiløs og utiltalende mand".  Om den sidstnævnte evne peger Rawcliffe på hans ry som en hård arbejdsgiver på hans godser og hans" stødende adfærd" over for Jeanne d'Arc. Derudover, skriver hun, kunne hans politiske dømmekraft blive overskygget af hans attitude. Hans temperament, siger hun, var "ikke kontrollerbart".

## Familie
Humphrey Stafford giftede sig med Lady Anne Neville, datter af Ralph Neville, Earl of Westmorland og Lady Joan Beaufort (Westmorlands anden hustru), på et tidspunkt inden den 18. oktober 1424. Anne Neville var en litterær patron i sig egen ret og modtog også en dedikation i en kopi af Scropes oversættelse af Orthea. Ved sin død i 1480 efterlod hun mange bøger i sit testamente. Historikere er generelt enige om, at Buckingham og Anne fik tolv børn, syv sønner og fem døtre. Kilder er i uenige om de nøjagtige detaljer om Staffords afkom. Antikvaren I.W. Dunham, der skrev i 1907, opførte dem som Humphrey, Henry, John, Anne (gift med Aubrey de Vere), Joana (gift med viscount Beaumont før 1461), Elizabeth, Margaret (født omkring 1435, gift med Robert Dinham), og Katherine (gift med John Talbot, den senere 3. jarl af Shrewsbury, før 1467). Historikeren James Tait nævner døtrene som Anne, Joanna, Elizabeth, Margaret og Catherine og mener, at Elizabeth og Margaret aldrig blev gift. Rawcliffe angiver følgende som fødsels- og dødsdatoer for tre af døtrene: Anne, 1446–1472; Joan, 1442-1484; og Katherine, 1437–1476. Edward og tvillingerne, George og William, døde unge. Den syvende søn er ikke blevet noteret i kilderne.
Ægteskaberne, som Buckingham arrangerede for sine børn, var struktureret omkring styrkelsen af hans bånd til det kongelige familie Lancaster dynasti. Af særlig betydning var to af hans børn ægteskaber. Hans sønner Humphrey og Henry blev gift ind i Beaufort-familien, der nedstammede fra Johan af Gents uægte børn og dermed var af kongeligt blod. Der var også omkring 1450 diskussion om et forslag om, at en af Buckinghams døtre skulle giftes med dauphinen af Frankrig (den senere Ludvig 11.). Hvis det havde lykkedes, ville det igen have knyttet den franske krone med det Lancaster-styret.
Buckinghams ældste søn, Humphrey, giftede sig med Margaret Beaufort. Hun var datter af Edmund Beaufort, hertug af Somerset og Eleanor Beauchamp. Margaret og Humphreys søn var Buckinghams eventuelle arving. En anden forbindelse til Beaufort-familien var mellem Buckinghams anden søn, Sir Henry Stafford (ca. 1425–1471), som blev den tredje ægtemand til Lady Margaret Beaufort, datter af John Beaufort, hertug af Somerset, og Margaret Beauchamp. Margaret Beaufort havde tidligere været gift med Edmund Tudor, den ældste halvbror til Henrik 6., og havde født den fremtidige kong Henrik 7. to måneder efter Edmunds død. Hun og Henry var barnløse. Buckinghams tredje overlevende søn, John (død 8. maj 1473) giftede sig med Constance Green af Drayton, som tidligere havde været hertugens myndling. Humphrey Stafford tildelte dem herregården i Newton Blossomville ved deres bryllup tidspunktet for deres ægteskab. John blev ophøjet til jarl af Wiltshire i 1470.
Buckingham arrangerede gode men dyre ægteskaber for tre af sine døtre. Anne blev gift med Aubrey de Vere, søn af John de Vere, jarl af Oxford. Deres ægteskab i 1452 kostede Buckingham 2.300 mark. Han var langsom til at betale og skyldte stadig Oxford 440 £ syv år senere. I 1452 blev Joan gift med William Beaumont, arving til Viscount Beaumont. Katherine blev gift med John Talbot, jarl af Shrewsbury, seks år senere. Buckingham havde tilsyneladende lovet at give dem £ 1.000, men døde, inden han havde handlet på sit løfte.

## Kulturelle referencer og skildringer
Buckingham blev afbildet, i løbet af sin søns levetid, "til hest i kampudrustning", der vist ham under 1436-felttoget mod Burgund, i den billedslægtsbogen Beauchamp Pageant.
Timothy J. Lustig har foreslået, at Thomas Malory i sin Morte d'Arthur baserede sin karakter Gawane på Buckingham. Lustig antyder, at Malory måske har set hertugen som "fredsmager og krigsherre, kriger og dommer", evner, som forfatteren også tilskrev sin Arthur karakter. Buckingham optræder i Shakespeares Henrik den Sjette, del 2 (ca. 1591), hvor hans karakter konspirerer i underfald og skændsel for Eleanor, hertuginde af Gloucester fald og skændsel.
Ifølge Martin Wiggins fra Shakespeare Institute, kan Buckingham muligvis være karakteren af samme navn i skuespillet fra det tidlige 17. århundrede, hertug Humphrey, som nu er tabt. Det tabte spil kunne dog i stedet have handlet om den lige så begivenhedsrige karriere tilhørende Humphrey, hertug af Gloucester (1390–1447), den yngste søn af Henrik 4. af England.

## Fodnoter
1. ↑  Konceptet livgeding havde eksisteret siden slutningen af det 12. århundrede som et middel til at beskytte en kvinde mod at ende uden landsbesiddelser, hvis hendes ægtemand døde først. Han ville, mens de var gift, tilsige hende bestemte ejendomme en dos nominata, eller livgeding. Størrelsen var normalt en tredjedel af alt det, han havde ret til. I det 14. århundrede var enken berettiget til sit livgeding.[4] Staffords situation var ikke ualmindelig i slutningen af middelalderen. Da Edmund Holland, 4. jarl of Kent, arvede titlen fra sin barnløse bror Thomas i 1404, måtte boet understøtte livgedingerne for deres mor Alice, hans brors enke, Joan Stafford, og hans tante, Elizabeth af Lancaster, hertuginde af Exeter.[5] Da Edmund døde i 1408, blev hans hustru da den fjerde enke i arven. Da der ikke var nogen mandlige arvinger, blev den delt op og delt mellem dem og Edmunds fire søstre.[6]
2. ↑  Det feudale system var baseret på den præmis, at al jord tilhøre kongen. Det, der blev holdt af kongen personligt, var det kongelige domæne. Det der blev givet væk, blev holdt overforpagtere.[14] Hvis en overforpagter døde uden en mandlig arving, der med det samme kunne overtage arven, tilfaldt den kongen.[15] Kongen kunne holde ejendommen indtil arvingen (hvis der var én) blev myndig, hvor denne kunne ansøge om at få lov til at indtage sin ejendom. Kontrollen blev typisk givet efter at et beløb var blevet betalt til statskassen.[16]
3. ↑  En fuld oversigt over Staffords titler blev affatet i 1446 på en chief justices' roll.[27]
4. ↑  En engelsk mark i Middelalderen var lig 2/3 af et pund.[31]
5. ↑  Christian Woolgar har bemærket, at på dette tidspunkt var adelsfamilier mindre omvandrende, end de havde været i den tidlige Middelalder, og var mere tilbøjgelige til at tilbringe deres tid på færre godser. Buckingham, skriver han, "tilbragte mest tid på Writtle og Maxstoke".[42]
6. ↑  En af de mest luksuriøste madvarer, sukker, skriver Woolgar, er en god målestok for velstand i Middelalderen. Buckinghams husstand, bemærker han, konsumerede 245 pounds (111 kilogram) sukker i 1452–1453. Til sammenligning havde Richard, biskop af Chichester mindre end 50 år tidligere konsumeret 50 pounds (23 kilogram) i 1406.[53]
7. ↑  K. B. McFarlane bruger Johan af Gent som eksempel på at illustrere bredden af ansatte, der kunne være kontraktligt forbundne. Gent indgik kontrakt med bl.a. sin læge, kappelan, falkoner, kok, trubadurer, herolder og juridiske rådgivere[56] Buckingham indgik kontrakt med en Thomas Edmond, en læge, til at stå til rådighed på alle tidspunkter med tre heste, en yeoman og en page, som Edmond ville modtage £10 i løn for.[57]
8. ↑  Tutbury komd dog ikke til at være i hans besiddelse længe. I 1444 tildelte den til sin barndomsven Henry, hertug af Warwick.
Historikeren Christine Carpenter har bemærket, at for Staffor "må udsigten af at Tutbury endte med at blive givet væk til én, der var så ung på det tidspunkt, og hvis interesser i nordlige Midlands overhovedet ikke var ligeså stærke som hans, og den eventuelle udelukkelse af andre gavebrevsmodtagere, herunder Stafford-familien, have virket ganske fornærmende på Humphrey".[80] Carpenter antyder, dog, at overførslen af af besiddelsen til Warwick skal ses som en tjeneste til Warwick, snarere end en klar kritik af Stafford.[80]
9. ↑  For eksepel havde den unge bumre, kun en forsvarsgrøft, adgangen syd for hovedgaden var nem.[107]
10. ↑  En samtidig krønikeskriver observerede, "at da de nævnte stormænd var døde, ophørte slaget".[122] 
Historikeren C. A. J. Armstrong foreslog, at dette kan indikere, at Lancaster-stormændenes død var mindre end et uheld i krig og mere en "handlig af personlig hævn mod et par prominente personer" udført af York and the Neville-jarlerne.[123][124]
11. ↑  Jarlen af Wiltshire havde også søgt ly sammen med kongen og Buckingham, men var flygtet lige da York-styrkerne nærmede sig. Det blev berettet, at han var flygtet klædt i munkeklæder og havde smidt sin rustning fra sig i den forbindelse.[123][124]
12. ↑  Anne nævner sine stadigt levende børn i sit testamente fra 1480. Hendes "søn Buckingham", dvs. hendes sønnesøn Henry, og "min datter Beaumond", "min søn af Wiltshire", "min datter af Richmond" og "min datter Montjoy".[161]
13. ↑   Som
Harald Kleinschmidt har noteret, "at bestemme den præcise alderen for en person var svært fordi fødselsdatoer blev sjældent noteret indtil det 19. århundreed og fordi dåben typisk blev noteret med dato og måned, men ikke i hvilket år den fandt sted".[162] Derudover skriver Hugh M. Thomas, at der en vedhængende vanskelighed ved at udregne fødselsdage ud fra livsbegivenheder" så såsom ægteskaber.[163]
14. ↑  Dinham-familien var en af tidens rigeste adelsfamilier i Devon.[164]
15. ↑  Dunham skriver dog, at Humphrey blev dræbt i Slaget ved St Albans i 1455,[165] og ikke i 1458 (enten af såret fra slaget eller af pest).[166]
16. ↑  Foreslaget er baseret på udelukkelse.[167]
17. ↑  Tait mener, at foreslaget omhandlede Buckinghams ældste datter, mens Rawcliffe peger på at det omhandlede Anne.[167][1] De to er uenige om, hvorvidt Anne var den ældste datter.
18. ↑  Ifølge British Library blev Beauchamp Pageant sandsynligvis udarbejdet i 1485 af antikvaren John Rouse under støtte fra Anne, grevinde af Warwick, Richard Beauchamps datter.[181] British Library beskriver Beauchamp Pageant som "den eneste illustrerede biografi af en sekulær person, der er blevet bevaret fra slutningen af Middelalderen".[181]